# Чинор (Шахритусский район)
Чинор (тадж. Чинор) — село в Хатлонской области Республики Таджикистан. 
Входит в состав джамоата (сельской общины) им. Худойназара Холматова Шахритусского района.
Находится на расстоянии 2 км от райцентра (пгт. Шахритус), и 2 км от центра джамоата (село Кахрамон).
Название села означает «чинар».
Население — 1536 чел. (2017).